# Diócesis de Campina Grande
La diócesis de Campina Grande (en latín: Campinae Grandis y en portugués: Diocese de Campina Grande) es una circunscripción eclesiástica de la Iglesia católica en Brasil. Se trata de una diócesis latina, sufragánea de la arquidiócesis de Paraíba. Desde el 11 de octubre de 2017 su obispo es Dulcênio Fontes de Matos.

## Territorio y organización

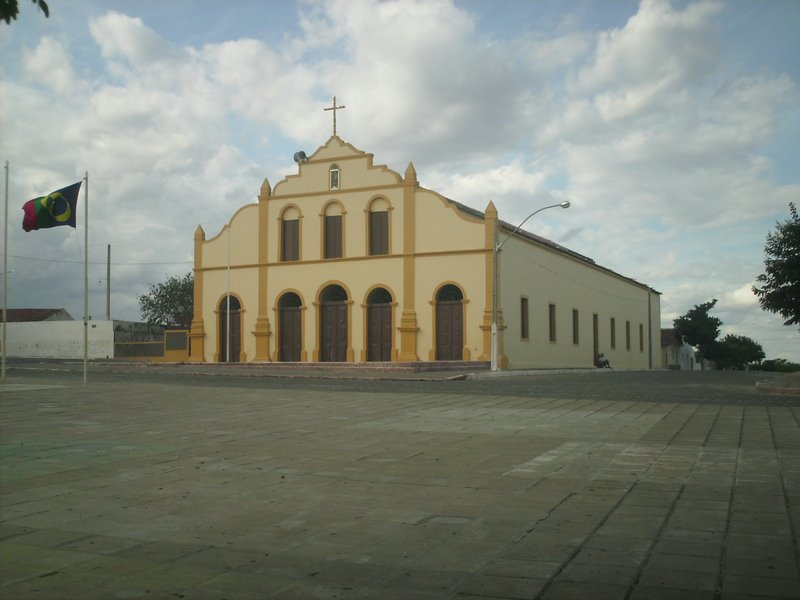
Iglesia parroquial de san Sebastiano, Gurjão

La diócesis tiene 19 878 km² y extiende su jurisdicción sobre los fieles católicos de rito latino residentes en 61 municipios del estado de Paraíba: Campina Grande, Alagoa Nova, Alcantil, Amparo, Areial, Aroeiras, Baraúna, Barra de Santa Rosa, Barra de Santana, Barra de São Miguel, Boa Vista, Boqueirão, Cabaceiras, Camalaú, Caraúbas, Caturité, Congo, Coxixola, Cubati, Cuité, Damião, Esperança, Fagundes, Frei Martinho, Gado Bravo, Gurjão, Juazeirinho, Lagoa Seca, Massaranduba, Matinhas, Montadas, Monteiro, Natuba, Nova Floresta, Nova Palmeira, Olivedos, Ouro Velho, Parari, Pedra Lavrada, Picuí, Pocinhos, Prata, Puxinanã, Queimadas, Riacho de Santo Antônio, Santa Cecília, Santo André, São Domingos do Cariri, São João do Cariri, São João do Tigre, São José dos Cordeiros, São Sebastião de Lagoa de Roça, São Sebastião do Umbuzeiro, São Vicente do Seridó, Serra Branca, Soledade, Sossêgo, Sumé, Tenório, Umbuzeiro y Zabelê. 
La sede de la diócesis se encuentra en la ciudad de Campina Grande, en donde se halla la Catedral de la Inmaculada Concepción.
En 2021 en la diócesis existían 60 parroquias agrupadas en 8 foranías: Ciudad, Agreste I, Agreste II, Brejo, Cariri I, Cariri II, Curimataù y Sericar.

## Historia
La diócesis fue erigida el 14 de mayo de 1949 con la bula Supremum universi del papa Pío XII, obteniendo el territorio de la arquidiócesis de Paraíba.
El 17 de enero de 1959 cedió una parte de su territorio para la erección de la diócesis de Patos mediante la bula Quandoquidem Deus del papa Juan XXIII.

## Estadísticas
Según el Anuario Pontificio 2022 la diócesis tenía a fines de 2021 un total de 877 440 fieles bautizados.
| Año                                                                             | Población            | Población | Población      | Sacerdotes | Sacerdotes    | Sacerdotes    | Bautizados por sacerdote | Diáconos permanentes | Religiosos | Religiosos | Parroquias |
| Año                                                                             | Bautizados católicos | Total     | % de católicos | Total      | Clero secular | Clero regular | Bautizados por sacerdote | Diáconos permanentes | Varones    | Mujeres    | Parroquias |
| ------------------------------------------------------------------------------- | -------------------- | --------- | -------------- | ---------- | ------------- | ------------- | ------------------------ | -------------------- | ---------- | ---------- | ---------- |
| 1949                                                                            | ?                    | 411 000   | ?              | 24         | 24            |               | ?                        |                      |            |            | 19         |
| 1956                                                                            | 460 000              | 465 000   | 98.9           | 36         | 26            | 10            | 12 777                   |                      | 11         |            | 25         |
| 1961                                                                            | 510 000              | 520 000   | 98.1           | 62         | 27            | 35            | 8225                     |                      | 29         | 100        | 25         |
| 1970                                                                            | 345 000              | 600 000   | 57.5           | 17         | 17            |               | 20 294                   | 3                    |            |            | 29         |
| 1976                                                                            | 377 000              | 665 000   | 56.7           | 45         | 20            | 25            | 8377                     | 3                    | 48         | 118        | 30         |
| 1980                                                                            | 700 000              | 750 000   | 93.3           | 43         | 20            | 23            | 16 279                   | 3                    | 32         | 115        | 31         |
| 1990                                                                            | 864 000              | 925 000   | 93.4           | 36         | 17            | 19            | 24 000                   |                      | 39         | 120        | 30         |
| 1999                                                                            | 771 000              | 886 000   | 87.0           | 47         | 25            | 22            | 16 404                   |                      | 34         | 153        | 32         |
| 2000                                                                            | 780 000              | 897 000   | 87.0           | 46         | 26            | 20            | 16 956                   | 2                    | 32         | 153        | 33         |
| 2001                                                                            | 720 000              | 830 118   | 86.7           | 46         | 26            | 20            | 15 652                   | 3                    | 32         | 136        | 34         |
| 2002                                                                            | 720 000              | 830 118   | 86.7           | 50         | 30            | 20            | 14 400                   | 2                    | 32         | 138        | 34         |
| 2003                                                                            | 720 000              | 830 118   | 86.7           | 55         | 33            | 22            | 13 090                   | 2                    | 38         | 135        | 34         |
| 2006                                                                            | 730 286              | 841 977   | 86.7           | 59         | 35            | 24            | 12 377                   | 1                    | 73         | 102        | 36         |
| 2013                                                                            | 800 000              | 921 000   | 86.9           | 85         | 63            | 22            | 9411                     | 1                    | 66         | 65         | 50         |
| 2016                                                                            | 821 000              | 944 000   | 87.0           | 96         | 76            | 20            | 8552                     | 3                    | 47         | 52         | 57         |
| 2019                                                                            | 840 400              | 966 350   | 87.0           | 108        | 87            | 21            | 7781                     | 2                    | 61         | 30         | 64         |
| 2021                                                                            | 877 440              | 1 009 253 | 86.9           | 91         | 91            |               | 9642                     | 27                   | 14         | 30         | 60         |
| Fuente: Catholic-Hierarchy, que a su vez toma los datos del Anuario Pontificio. |                      |           |                |            |               |               |                          |                      |            |            |            |

## Episcopologio
- Anselmo Pietrulla, O.F.M. † (18 de junio de 1949-11 de mayo de 1955 nombrado obispo de Tubarão)
- Otávio Barbosa Aguiar † (24 de febrero de 1956-4 de julio de 1962 nombrado obispo de Palmeira dos Índios)
- Manuel Pereira da Costa † (23 de agosto de 1962-20 de mayo de 1981 renunció)
- Luís Gonzaga Fernandes † (9 de julio de 1981-29 de agosto de 2001 retirado)
- Matias Patrício de Macêdo (29 de agosto de 2001 por sucesión-26 de noviembre de 2003 nombrado obispo de Natal)
- Jaime Vieira Rocha (16 de febrero de 2005-21 de diciembre de 2011 nombrado obispo de Natal)
- Manoel Delson Pedreira da Cruz, O.F.M.Cap. (8 de agosto de 2012-8 de marzo de 2017 nombrado obispo de Paraíba)
- Dulcênio Fontes de Matos, desde el 11 de octubre de 2017